# سانتا سوزانا
بلدية سانتا سوزانّا (بالكاتالانية: Santa Susanna) هي إحدى بلديات مقاطعة برشلونة، والتي تقع في منطقة كاتالونيا، شرق إسبانيا.
يبلغ عدد سكانها 3.019 نسمة وفقاً لإحصائية سنة (2007).

## توأمة
لسانتا سوزانا اتفاقيات توأمة مع كل من:
- كونين
- Turda [الإنجليزية]‏